# Pivní tácek

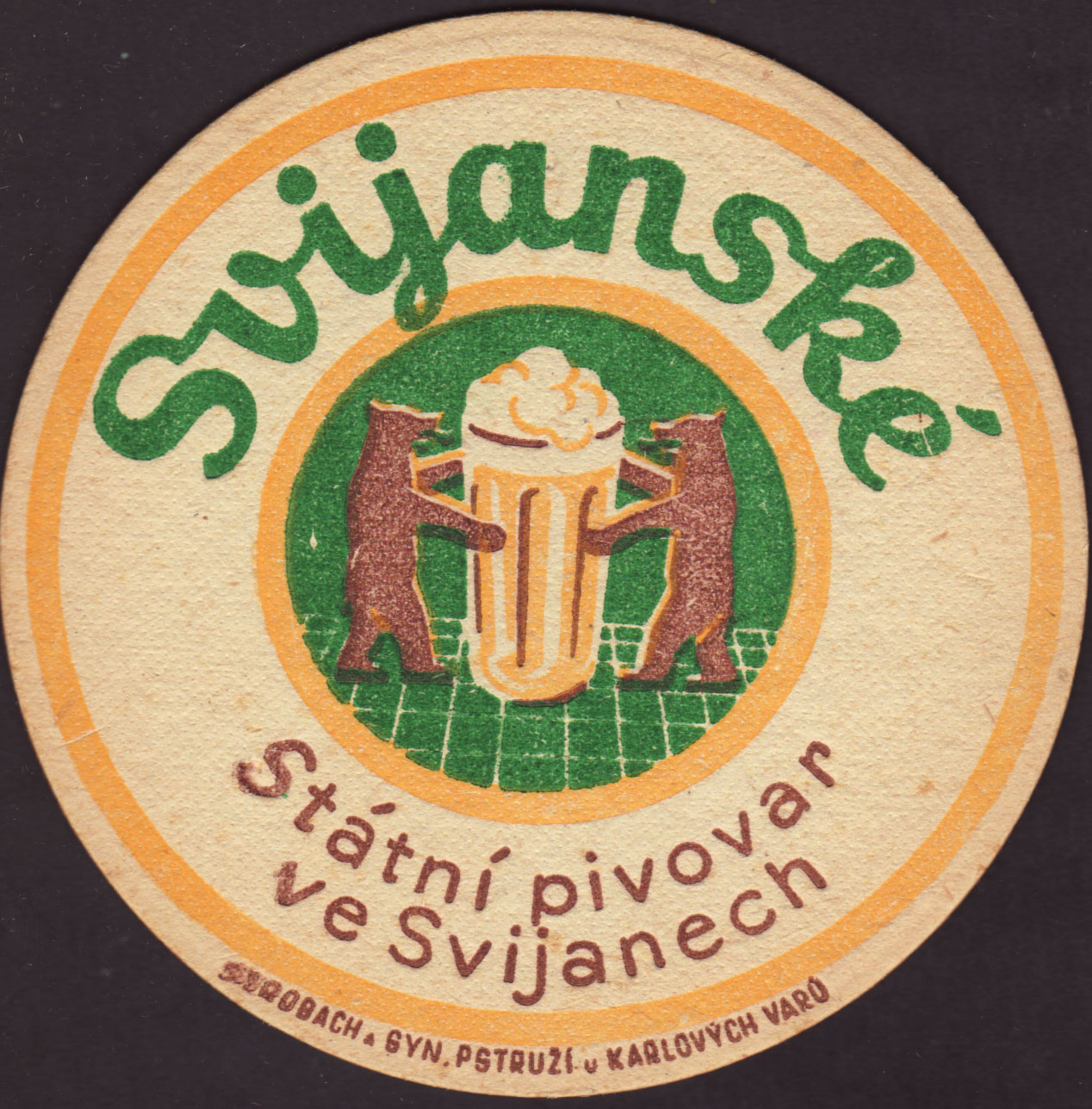
Pivní tácek pivovaru Svijany

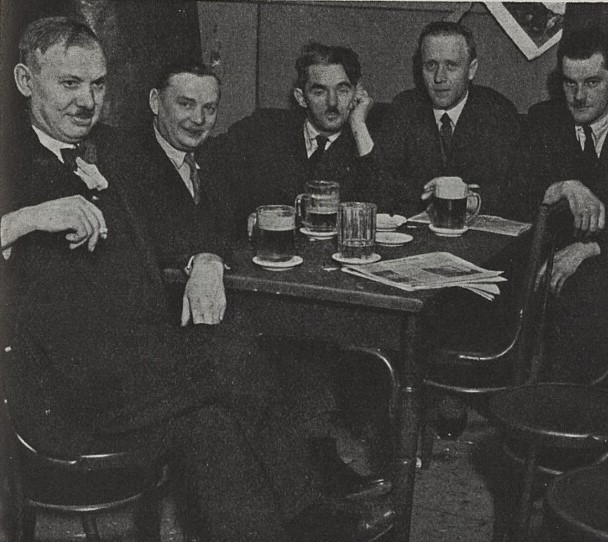
Keramické podtácky (1936)

Pivní tácek (či pivní podtácek, podložka pod pivo) je v současné době používán jako ochrana stolu před jeho ušpiněním pivem či před vzdušnou vlhkostí zkondenzovanou na vnějším povrchu sklenice.
Pivní tácky jsou často na stolech v restauracích, hospodách a pivnicích a slouží jako reklamní předmět pro jednotlivé pivovary, festivaly anebo jiné společenské akce.

## Původ
Pivní tácky se poprvé začaly používat v 19. století, přibližně v době, kdy bylo v pivovarech zaváděno měření teplot při technologii vaření piva, zřizovaly se lednice na led a pivo začalo být postupně stáčeno do lahví.
První pivní tácky byly používány běžnými konzumenty jako ochrana sklenice piva proti okolnímu hmyzu, naopak movitější klientela té doby vlastnila džbány opatřené víkem. Původní pivní tácky byly vyrobeny z dřevěné plsti, ale z hygienických důvodů byly postupně zkoušeny i další materiály jako porcelán (využíván převážně před druhou světovou válkou, kdy se přímo na tácky dělaly čárky za propitá piva), sklo, korek, umělá hmota a v současné době jednoznačně nejpoužívanějším materiálem pro pivní tácky papír.